# Фришман, Давид Саулович
Давид Саулович Фришман (1865—1922) — еврейский писатель, поэт, переводчик.

## Биография
Родился в богатой хасидской семье в Згерже (предместье Лодзи) Петроковской губернии. Получил традиционное еврейское религиозное образование. Помимо талмудической письменности, он изучал и общие предметы; знакомился как с новоеврейской литературой, так и с немецкой. В 1878—1883 годах находился в Германии; с 1883 года — в Варшаве.
В 1886 году он стал одним из редакторов газеты «Гаиом» в Санкт-Петербурге, где печатал свои Othiot-Porchoth («Летучие заметки»)4 в 1888 году вернулся в Варшаву, где писал статьи и эссе на идиш.
Высшее образование получил в Бреславльском университете (1890—1895), где слушал лекции по философии, истории и искусствам.
Уже с 1879 года он писал стихи на иврите и идише. Первый рассказ вышел в журнале П. Смоленскина «Ха-Шахар» в 1878 году. Сенсацию вызвал появившийся в 1883 году памфлет Фришмана «Tohu wa-Bohu», в котором автор объявил войну рутине и архаическим нравам, укоренившимся в еврейской прессе и литературе.

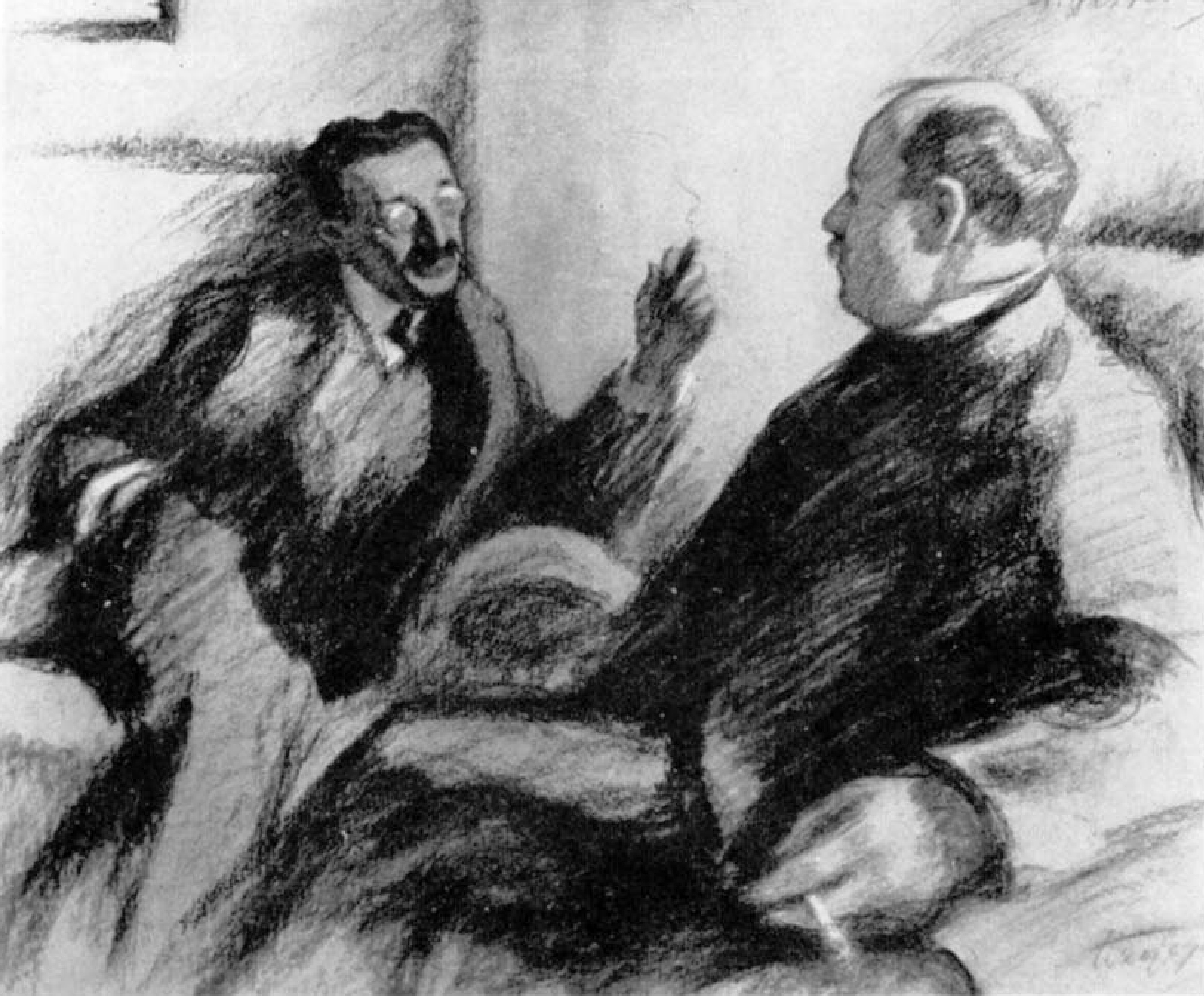
Л. Пастернак.
Бялик (справа) и Фришман.
Берлин. 1920 г.

Живя в Варшаве, он работал переводчиком немецкой, русской и английской литературы на иврит. Для развития вкуса еврейского читателя и ознакомления его с образцами европейского творчества им были переведены поэма Дж. Г. Байрона «Каин» (1900), трактат Ф. Ницше «Так говорил Заратустра» (1909), стихи А. С. Пушкина, сказки Х.-К. Андерсена. Он также перевёл «Даниеля Деронду» Дж. Элиот (1893), «Веронику» Шумахера (1895), историю культуры Липперта (в 4-х т.). и др.
Фришман писал на идише для варшавских еврейских газет «Гацефира», «Yud», «Fraynd» и «Łódź», альманаха «Хойз-Фрайнд». Он первым ввёл в еврейскую литературу жанры фельетона и новеллы. Стихи на идише печатал с 1888 года. Тогда же произведения Фришмана были включены в сборник Шолом-Алейхема «Идише фолкс-библиотек» (Киев). Редактировал произведения еврейских писателей, издавал литературные сборники.
В 1911—1912 годах он посетил Палестину; впечатления, собранные там, помогли ему поверить в будущее иврита как повседневный, а не только религиозный, язык, хотя в своих работах он на всю свою жизнь остался верен классическому библейскому ивриту.
В начале Первой мировой войны Фришман был интернирован в Берлине как вражеский (русский) субъект. Через несколько месяцев ему разрешили вернуться в Польшу; он вернулся в Варшаву, но когда в 1915 году немецкие войска приблизились к ней, был депортирован в Одессу, поскольку его многочисленные контакты с Германией сделали его подозрительным в глазах российских властей. В Одессе он сотрудничал в журнале «Идиш» и газете Ундзер лебн, и создал свои самые мастерские переводы произведений Рабиндраната Тагора, Гёте, Гейне, Байрона, Оскара Уайльда и Анатоля Франции.
После Февральской революции 1917 года он переехал в Москву, где стал председателем главного еврейского издательства А. Я. Штибеля. Здесь он продолжил свою литературную и переводческую деятельность; редактировал первые три сборника «Га-Ткуфа».
В 1919 году издательство было закрыто большевиками и вскоре воссоздано в Варшаве, куда и переехал Фришман.
С 1920 года жил в Германии. Умер 4 августа 1922 года в Берлине.